# Yomigaeru sora -RESCUE WINGS-
Yomigaeru sora -RESCUE WINGS- (よみがえる空 -RESCUE WINGS-?), è un anime prodotto da J.C.Staff che è apparso sugli schermi nipponici su TV Tokyo nel 2006. Il protagonista è un colonnello in seconda chiamato Uchida Kazuhiro, un pilota di elicotteri che collabora con le azioni di recupero della Japan Air Self Defense Force (JASDF).

## Trama
Uchida Kazuhiro si arruola nella JASDF sperando di diventare pilota di aerei e invece si ritrova a compiere missioni di salvataggio con l'elicottero. Agli inizi sarà dura per il ragazzo perché vede i suoi sogni andare in frantumi ma presto le sue esperienze gli faranno cambiare idea.

## Personaggi
Molti sono i personaggi che si vedono nel corso della serie
- Hasegawa Megumi: Noto Mamiko
- Hirata Kazuhiko: Ii Atsushi
- Hongo Shujiro: Unshō Ishizuka
- Kosaka Takashi: Shimura Tomoyuki
- Motomura: Shōzō Iizuka
- Murakami Ryunosuke: Hoshino Mitsuaki
- Nihonmatsu Daigo: Masaya Onosaka
- Nishida Kazumi: Kasahara Rumi
- Ogata: Shinya Fukumatsu
- Shaura Ryoko: Ai Sato
- Uchida Kazuhiro: Miyazaki Issei
- Uchida Misae:	Takamura Hisae
- Yumi:	Makiko Ōmoto